# 公明選挙区
公明選挙区（こうめいせんきょく）とは公明党の候補者が立候補する選挙区のこと。

## 概要
主に当選者が1人である小選挙区制における衆議院議員総選挙で公明党候補が立候補する選挙区のことを指す。
1999年から自公連携という形で自公連立政権が誕生し、2000年以降の衆議院議員総選挙では289から300までの小選挙区のうち公明党の地盤が強い一部の選挙区で公明党が候補者を擁立する一方で自由民主党（自民党）が候補者を擁立せずに自民党支持層が公明候補を応援するという構図が一部の地域で発生するようになった。
1996年衆院選では公明党は候補者を擁立しなかったが、2000年衆院選では公明党候補は7人が比例ブロックと重複立候補した。基本的には公明党が候補者を擁立した選挙区で自民党が候補者を擁立しなかった一方で、一部の選挙区（千葉県第2区や東京都第17区や高知県第1区）では公明候補が立候補している選挙区で自民候補も立候補して競合することとなった。
2003年衆院選以降は公明党候補は重複立候補制度を利用せずに小選挙区のみの立候補となっている。またこの衆院選から公明候補が立候補している選挙区で自民候補が立候補して競合することはなくなり、公明選挙区は自民選挙区とで完全に棲み分けが行われるようになった。
2005年衆院選では、郵政国会で自民党衆議院議員ながら党議拘束に反して郵政民営化法案に反対した反郵政民営化自民系候補に、自民党執行部が郵政民営化賛成派候補（いわゆる「刺客」）を擁立する小泉劇場となったが、東京都第12区では自民党と公明党でコスタリカ方式が取られ、2003年衆院選には公明党の太田昭宏が選挙区候補となり自民党の八代英太が比例単独で上位に回り、次回衆院選では太田が比例上位に回って八代が選挙区に回る予定だった。しかし、八代が郵政法案に造反したことで自民党の公認候補となれなかったことで離党して無所属として選挙区での立候補を表明したことで、太田は選挙区で立候補することとなり、東京都第12区は自民系郵政造反組が立候補する選挙区の中で唯一公明選挙区となった。
2009年衆院選では、8つの小選挙区で公明候補が擁立されたが、政権交代への期待から民主旋風が起こったことで、小選挙区で立候補していた公明党候補は8人全員が落選する事態となった。
2012年衆院選では新たに北海道第10区を加えた9つの小選挙区で公明候補が擁立されたが、公明党は自民党だけでなく、橋下徹大阪市長が創設者である大阪維新の会を母体とする日本維新の会が、小選挙区で立候補した公明候補を推薦するという形で競合を避けたことで、公明選挙区の公明候補は自民候補や維新候補と競合することなく選挙戦を戦うことができた。
2014年衆院選では大阪維新の会を母体とする維新の党が、大阪の地方政治における課題である大阪都構想の進め方に関して公明党と齟齬が生まれたことで、当初は公明選挙区での維新候補の擁立も辞さない構えを見せていたが、最終的に2012年衆院選と異なって推薦はしないものの維新候補は公明選挙区で擁立しないこととなり、公明候補は自民候補や維新候補と競合することなく選挙戦を戦うことができた。
大阪維新の会を母体とする日本維新の会が、2017年衆院選では神奈川県第6区、2021年衆院選では東京都第12区と、維新候補を公明選挙区で擁立したことにより一部の選挙区で公明候補と維新候補が競合し、双方とも維新候補が比例復活当選を果たす。一方、維新発祥地で強い地盤を持つ大阪府や維新勢力が浸透している兵庫県では公明選挙区で維新候補を擁立しなかったことで、大阪府や兵庫県の公明選挙区では公明候補は自民候補や維新候補と競合することなく選挙戦を戦うことができた。更に2017年衆院選では、神奈川県第6区で立憲民主党の前職に惜敗し、これ以降神奈川県の小選挙区から撤退し、2021年衆院選では新たに広島県第3区を加えた9つの小選挙区で公明候補が擁立された。
しかし、2024年衆院選では日本維新の会は方針を転換して大阪府と兵庫県の公明選挙区でも候補を擁立して公明候補と維新候補が競合する選挙戦となった。兵庫県（第2区・第8区）は全勝したが大阪府（第3区・第5区・第6区・第16区）では全敗した。大阪府の小選挙区で全敗するのは2009年衆院選以来だった。また、公明党はいわゆる一票の格差是正を目的とした小選挙区の10増10減が行われ増設された都や県の小選挙区に新たに候補者を擁立する方針で、区割り変更により新設された東京都第29区に公明党の前職が国替えしたため、元の区割りの一部である東京都第12区には2000年衆院選以来となる自民党候補が選任されることになった。なお、同じく区割りが変更された埼玉県第14区から出馬し小選挙区では初挑戦だった党代表の石井啓一は同年9月に、15年間務めた山口那津男から代わったばかりだったが、国民民主党の前職に敗れ2009年衆院選の太田以来現職の党代表の落選となったほか新設の愛知県第16区でも国民民主党の新人に惜敗し愛知県初の小選挙区選出とはならなかった。このほか、東京都第28区でも候補者擁立を目指していたが自民党の反対で断念し、都内の小選挙区での自民党の候補者への推薦も一時は見送る一幕があった。2023年5月25日、公明党の幹事長だった石井は自公両党の幹事長・選挙対策委員長の会談、通称「2幹2選」終了後、記者団に当時の自民党幹事長茂木敏充に「東京での信頼は地に落ちた」と面と向かって放ったことを明らかにした。同年8月31日、当時の首相岸田文雄と当時の公明党代表山口との会談で東京で解消されていた選挙協力が復活した。日本維新の会への警戒感から関係改善に歩み寄った。更に、2012年衆院選以来、守り続けた北海道第10区でも立憲民主党の前職に惜敗し議席を失った。

### 公明選挙区における公明党の勝敗
| 回 | 年     | 立候補 | 当選 | 落選 | 出典       |
| -- | ------ | ------ | ---- | ---- | ---------- |
| 42 | 2000年 | 18     | 7    | 11   | [ 要出典 ] |
| 43 | 2003年 | 10     | 9    | 1    | [ 要出典 ] |
| 44 | 2005年 | 9      | 8    | 1    | [ 要出典 ] |
| 45 | 2009年 | 8      | 0    | 8    | [ 要出典 ] |
| 46 | 2012年 | 9      | 9    | 0    | [ 25 ]     |
| 47 | 2014年 | 9      | 9    | 0    | [ 26 ]     |
| 48 | 2017年 | 9      | 8    | 1    | [ 27 ]     |
| 49 | 2021年 | 9      | 9    | 0    | [ 28 ]     |
| 50 | 2024年 | 11     | 4    | 7    | [ 29 ]     |